# Ronald McLean
Ronald Gordon McLean (26. marts 1881 – 2. juli 1941) var en britisk gymnast som deltog i OL 1912 i Stockholm og 1920 i Antwerpen. 
McLean vandt en bronzemedalje i gymnastik under OL 1912 i Stockholm. Han var med på det britiske hold som kom på en tredjeplads i holdkonkurrencen i multikamp. Der var fem hold fra fem lande som var med i konkurrencen, som blev afholdt på Stockholms Stadion. Der var mellem 16 og 40 deltagere på hvert hold. 